# Список академіків НАН Республіки Вірменії
| А                                   |                   |                   |                                               |         |         |
| ПІБ                                 | дата народження   | дата смерті       | галузь                                        | обраний | портрет |
| Абегян Манук Хачатурович            | 17 березня 1865   | 25 вересня 1944   | літературознавство                            | 1943    |         |
| Абраамян Сергій Гянджумович         | 14 лютого 1925    | 30 березня 2005   | мовознавство                                  | 1996    |         |
| Абрамян Беніамін Левонович          | 16 лютого 1913    | 4 березня 2007    | будівельна механіка                           | 1996    |         |
| Авакян Роберт Овсепович             | 23 березня 1931   |                   | фізика                                        | 1996    |         |
| Авдалбекян Сурен Хачатурович        | 1 червня 1920     |                   | хірургія                                      | 1990    |         |
| Аветисян Аїда Аветисівна            | 10 грудня 1938    | 19 жовтня 2009    | хімія                                         | 1996    |         |
| Аветисян Грант Олександрович        | 10 березня 1927   | 9 жовтня 2004     | історія                                       | 1996    |         |
| Агаловян Ленсер Абгарович           | 3 лютого 1940     |                   | механіка                                      | 1996    |         |
| Агаджанян Гегам Хачатурович         | 22 грудня 1891    | 23 вересня 1969   | агротехніка                                   | 1956    |         |
| Агаян Едуард Багратович             | 16 березня 1913   | 29 грудня 1991    | мовознавство                                  | 1982    |         |
| Агаян Цатур Павлович                | 30 грудня 1911    | 3 грудня 1982     | історія СРСР                                  | 1963    |         |
| Адамян Карлен Григорович            | 19 січня 1937     |                   | медицина                                      | 1996    |         |
| Адонц Грант Тигранович              | 15 вересня 1914   | 24 квітня 1987    | енергетичні системи                           | 1982    |         |
| Акопян Вілен Паруйрович             | 1 травня 1938     |                   | фармакологія                                  | 1994    |         |
| Акопян Олександр Аркадійович        | 25 грудня 1890    | 14 травня 1971    | термодинаміка                                 | 1943    |         |
| Александрян Карен Врамович          | 20 червня 1934    | 26 грудня 2004    | машинобудування, машинознавство               | 1996    |         |
| Александрян Рафаел Арамович         | 29 березня 1923   | 22 березня 1988   | математика                                    | 1986    |         |
| Алексанян Юрій Татевосович          | 9 липня 1938      |                   | молекулярна біологія                          | 1996    |         |
| Алексєєвський Вадим Всеволодович    | 1 жовтня 1917     | 12 лютого 2005    | електротехніка                                | 1996    |         |
| Аліханов Абраам Ісакович            | 4 березня 1904    | 8 грудня 1970     | експериментальна фізика                       | 1943    |         |
| Аліханьян Артем Ісакович            | 24 червня 1908    | 25 лютого 1978    | фізика                                        | 1943    |         |
| Аматуні Андрій Цолакович            | 1 жовтня 1928     | 10 жовтня 1999    | фізика                                        | 1996    |         |
| Амбарцумян Віктор Амазаспович       | 18 вересня 1908   | 12 серпня 1996    | астрофізика                                   | 1943    |         |
| Амбарцумян Рубен Вікторович         | 27 жовтня 1941    |                   | математика                                    | 1986    |         |
| Амбарцумян Сергій Олександрович     | 17 березня 1922   |                   | механіка                                      | 1965    |         |
| Аракелян Арташес Аркадійович        | 28 квітня 1909    | 10 листопада 1993 | економіка                                     | 1960    |         |
| Аракелян Бабкен Миколайович         | 1 лютого 1912     | 16 серпня 2004    | археологія                                    | 1974    |         |
| Аракелян Норайр Унанович            | 17 липня 1936     |                   | математика                                    | 1990    |         |
| Аревшатян Сен Суренович             | 7 січня 1928      |                   | джерелознавство                               | 1996    |         |
| Арешян Георгій Левонович            | 22 липня 1926     | 26 жовтня 2003    | електричні машини і автоматизація             | 1996    |         |
| Арутюнян Вараздат Мартиросович      | 29 листопада 1909 | 21 березня 2008   | мистецтвознавство                             | 1996    |         |
| Арутюнян Володимир Микаелович       | 30 серпня 1940    |                   | радіофізика і електроніка                     | 1996    |         |
| Арутюнян Нагуш Хачатурович          | 23 листопада 1912 | 18 січня 1993     | механіка                                      | 1950    |         |
| Асатіані Тіна Леванівна             | 12 березня 1918   | 18 липня 2011     | експериментальна фізика                       | 1996    |         |
| Асланян Ашот Тигранович             | 7 лютого 1919     | 17 березня 1989   | геологія                                      | 1986    |         |
| Асратян Езрас Асратович             | 31 травня 1903    | 24 квітня 1981    | фізіологія                                    | 1947    |         |
| Атаян Едуард Рафаелович             | 10 лютого 1932    | 1 січня 2002      | лінгвістика                                   | 1996    |         |
| Атоян Роберт Варткесович            | 29 листопада 1935 |                   | обчислювальна техніка і системи управління    | 1986    |         |
| Африкян Еврик Гегамович             | 14 травня 1925    |                   | мікробіологія                                 | 1982    |         |
| Ачарян Рачія Акопович               | 20 березня 1876   | 16 квітня 1953    | мовознавство                                  | 1943    |         |
| Б                                   |                   |                   |                                               |         |         |
| ПІБ                                 | дата народження   | дата смерті       | галузь                                        | обраний | портрет |
| Бабаджанян Гурген Амаякович         | 3 вересня 1907    | 5 березня 1982    | генетика                                      | 1948    |         |
| Бабаян Араксія Товмасівна           | 5 травня 1906     | 13 лютого 1993    | органічна хімія                               | 1968    |         |
| Багдасарян Геворк Ервандович        | 26 січня 1936     |                   | механіка                                      | 1994    |         |
| Баданян Шаліко Овакимович           | 24 жовтня 1932    | 19 січня 2003     | хімія                                         | 1996    |         |
| Баклаваджян Оганес Гегамович        | 18 серпня 1922    | 9 липня 2001      | фізіологія, фізіологічно активні речовини     | 1986    |         |
| Бартікян Грач Микаелович            | 7 липня 1927      | 16 серпня 2011    | візантієзнавство                              | 1996    |         |
| Бархударян Володимир Бахшиєвич      | 22 вересня 1927   |                   | історія                                       | 1994    |         |
| Брутян Георг Абелович               | 24 березня 1926   |                   | філософія                                     | 1982    |         |
| Бунятян Грачія Хачатурович          | 1 травня 1907     | 19 березня 1981   | біохімія                                      | 1943    |         |
| В                                   |                   |                   |                                               |         |         |
| ПІБ                                 | дата народження   | дата смерті       | галузь                                        | обраний | портрет |
| Варданян Ірма Арменаківна           | 24 листопада 1939 |                   | хімічна фізика                                | 1996    |         |
| Варданян Рубен Саркісович           | 20 березня 1949   |                   | хімія фізіологічно активних речовин           | 1996    |         |
| Варданян Саркіс Амбарцумович        | 20 вересня 1917   | 2 квітня 1997     | хімія                                         | 1977    |         |
| Вардапетян Гамлет Арутюнович        | 26 травня 1927    | 21 січня 2013     | фізика                                        | 1977    |         |
| Варшамов Ром Рубенович              | 9 квітня 1927     | 25 серпня 2000    | теорія керування                              | 1990    |         |
| Г                                   |                   |                   |                                               |         |         |
| ПІБ                                 | дата народження   | дата смерті       | галузь                                        | обраний | портрет |
| Габрієлян Аршалуйс Амбарцумович     | 14 червня 1912    | 5 травня 1993     | геологія                                      | 1982    |         |
| Габрієлян Еміль Самсонович          | 31 січня 1931     | 21 липня 2010     | фармакологія                                  | 1994    |         |
| Галоян Армен Анушаванович           | 11 травня 1929    | 4 жовтня 2012     | біохімія                                      | 1986    |         |
| Галоян Галуст Анушаванович          | 1 березня 1927    | 22 серпня 2003    | нова і новітня історія                        | 1982    |         |
| Ганаланян Арам Тигранович           | 12 лютого 1909    | 9 червня 1983     | література                                    | 1977    |         |
| Гарібджанян Геворк Багратович       | 5 травня 1920     | 28 грудня 1999    | нова і новітня історія                        | 1971    |         |
| Гарібян Арарат Саакович             | 27 січня 1899     | 1 березня 1977    | мовознавство                                  | 1960    |         |
| Гарібян Григорій Маркарович         | 13 грудня 1924    | 7 червня 1991     | фізика                                        | 1971    |         |
| Геворкян Гамлет Амбакумович         | 10 липня 1927     |                   | філософія, право                              | 1996    |         |
| Геруні Паріс Мисакович              | 17 грудня 1933    | 5 грудня 2008     | радіотехнічні системи                         | 1996    |         |
| Григорян Арам Паруйрович            | 28 вересня 1930   |                   | літературознавство, література                | 1996    |         |
| Григорян Сергій Вагаршакович        | 12 квітня 1934    |                   | геохімія                                      | 1990    |         |
| Гулканян Вартан Оганесович          | 28 лютого 1902    | 18 листопада 1976 | генетика                                      | 1943    |         |
| Гурзадян Григор Арамович            | 15 жовтня 1922    |                   | астрофізика, позаатмосферна астрономія        | 1986    |         |
| Д                                   |                   |                   |                                               |         |         |
| ПІБ                                 | дата народження   | дата смерті       | галузь                                        | обраний | портрет |
| Давтян Ваагн Арменакович            | 15 серпня 1922    | 21 лютого 1996    | література                                    | 1996    |         |
| Давтян Гагік Степанович             | 20 листопада 1909 | 9 березня 1980    | агрохімія                                     | 1950    |         |
| Давтян Мисак Аршамович              | 14 жовтня 1934    |                   | біохімія                                      | 1996    |         |
| Демірчян Деренік Карапетович        | 6 лютого 1877     | 6 грудня 1956     | філологія                                     | 1953    |         |
| Джанполадян Левон Михайлович        | 1 липня 1912      | 5 жовтня 1997     | сільськогосподарські науки                    | 1994    |         |
| Джаукян Геворк Бегларович           | 1 квітня 1920     | 6 червня 2005     | лінгвістика                                   | 1977    |         |
| Джрбашян Вагаршак Акопович          | 27 липня 1929     | 17 березня 2000   | фізика, астрофізика                           | 1996    |         |
| Джрбашян Едуард Мкртичевич          | 24 вересня 1923   | 11 серпня 1999    | література і літературознавство               | 1996    |         |
| Джрбашян Мхитар Мкртичевич          | 11 вересня 1918   | 6 травня 1994     | математика                                    | 1956    |         |
| Джрбашян Рубен Тигранович           | 13 грудня 1934    |                   | геологія                                      | 1996    |         |
| Довлатян Врам Вагінакович           | 12 серпня 1923    | 25 грудня 2005    | хімія                                         | 1994    |         |
| Є                                   |                   |                   |                                               |         |         |
| ПІБ                                 | дата народження   | дата смерті       | галузь                                        | обраний | портрет |
| Єгізаров Іван Васильович            | 6 січня 1893      | 10 червня 1971    | гідроенергетика                               | 1943    |         |
| Єремян Сурен Тигранович             | 1 квітня 1908     | 17 грудня 1992    | історія                                       | 1963    |         |
| З                                   |                   |                   |                                               |         |         |
| ПІБ                                 | дата народження   | дата смерті       | галузь                                        | обраний | портрет |
| Задоян Месроп Арамович              | 10 липня 1930     | 22 липня 2004     | механіка                                      | 1996    |         |
| Закарян Ваник Суренович             | 21 березня 1936   |                   | математика                                    | 1996    |         |
| Зар'ян Рубен Варосович              | 1 вересня 1909    | 2 лютого 1994     | мистецтвознавство                             | 1986    |         |
| Зорян Стефан Ілліч                  | 3 вересня 1889    | 14 жовтня 1967    | література                                    | 1965    |         |
| Зулалян Манвел Карапетович          | 30 грудня 1929    | 19 січня 2012     | сходознавство                                 | 1996    |         |
| І                                   |                   |                   |                                               |         |         |
| ПІБ                                 | дата народження   | дата смерті       | галузь                                        | обраний | портрет |
| Іосиф'ян Андроник Гевондович        | 21 липня 1905     | 13 квітня 1993    | електротехніка                                | 1950    |         |
| Інджікян Майя Грантівна             | 1 травня 1930     |                   | органічна хімія                               | 1996    |         |
| Ісаакян Аветік Саакович             | 18 жовтня 1875    | 17 жовтня 1957    | література                                    | 1943    |         |
| Ісагулянц Ваче Іванович             | 2 травня 1893     | 22 січня 1973     | органічна хімія                               | 1943    |         |
| К                                   |                   |                   |                                               |         |         |
| ПІБ                                 | дата народження   | дата смерті       | галузь                                        | обраний | портрет |
| Казарян Ваган Осипович              | 14 січня 1918     | 9 серпня 2002     | ботаніка і фізіологія рослин                  | 1974    |         |
| Казарян Едуард Мушегович            | 16 січня 1942     |                   | фізика                                        | 1996    |         |
| Казарян Рафаел Аветисович           | 26 січня 1924     | 5 листопада 2007  | радіофізика                                   | 1996    |         |
| Капанцян Григорій Айвазович         | 17 лютого 1887    | 3 травня 1957     | лінгвістика                                   | 1943    |         |
| Капутікян Сільва Барунаківна        | 20 січня 1919     | 25 серпня 2006    | література                                    | 1994    |         |
| Карагезян Костянтин Григорович      | 29 вересня 1927   |                   | біохімія                                      | 1994    |         |
| Карапетян Ашот Ілоевич              | 20 квітня 1935    |                   | геологія                                      | 1996    |         |
| Карапетян Борис Карапетович         | 29 квітня 1924    |                   | сейсмологія і сейсмостійке будівництво        | 1996    |         |
| Карапетян Саак Карапетович          | 16 травня 1906    | 6 грудня 1987     | фізіологія сільськогосподарських тварин       | 1943    |         |
| Карінян Арташес Баласієвич          | 24 листопада 1886 | 29 травня 1982    | література                                    | 1956    |         |
| Касьян Мартин Ваганович             | 14 вересня 1905   | 25 жовтня 1995    | машинобудування                               | 1956    |         |
| Костанян Костан Артаваздович        | 1 вересня 1926    | 30 липня 2007     | хімія                                         | 1996    |         |
| Котанян Мікаел Хачікович            | 1 вересня 1927    | 27 жовтня 1999    | економіка                                     | 1986    |         |
| Коштоянц Хачатур Седракович         | 26 вересня 1900   | 2 квітня 1961     | порівняльна фізіологія                        | 1943    |         |
| Кучукян Арман Тагворович            | 11 грудня 1932    |                   | обчислювальна техніка і системи керування     | 1996    |         |
| М                                   |                   |                   |                                               |         |         |
| ПІБ                                 | дата народження   | дата смерті       | галузь                                        | обраний | портрет |
| Магакьян Іван Георгійович           | 6 квітня 1914     | 14 листопада 1982 | геологія                                      | 1948    |         |
| Малхасянц Степан Сергійович         | 25 жовтня 1875    | 21 липня 1947     | філологія                                     | 1943    |         |
| Манандян Яків Амазаспович           | 10 листопада 1873 | 4 лютого 1952     | історія                                       | 1943    |         |
| Манвелян Манвел Гарегинович         | 25 вересня 1913   | 15 листопада 1985 | неорганічна хімія                             | 1963    |         |
| Манташян Адольф Айрапетович         | 16 серпня 1932    |                   | фізична хімія                                 | 1994    |         |
| Маркарян Беніамін Єгішевич          | 12 грудня 1913    | 30 вересня 1985   | астрофізика                                   | 1971    |         |
| Мартиросян Радік Мартіросович       | 1 травня 1936     |                   | радіофізика та квантова електроніка           | 1990    |         |
| Матевосян Арташес Олександрович     | 3 вересня 1904    | 13 грудня 1999    | сільськогосподарські науки                    | 1996    |         |
| Матінян Сергій Гайкович             | 8 січня 1931      |                   | фізика, астрофізика                           | 1990    |         |
| Мацоян Степан Григорович            | 16 березня 1923   | 26 листопада 2010 | органічна хімія                               | 1982    |         |
| Мгоян Шакро Худоєвич                | 12 квітня 1930    | 1 лютого 2007     | курдологія                                    | 1996    |         |
| Мелік-Оганджанян Карапет Агабекович | 20 лютого 1893    | 22 лютого 1970    | літературознавство                            | 1965    |         |
| Мелконян Місак Вагаршакович         | 13 березня 1938   | 7 листопада 2008  | виноградарство                                | 1996    |         |
| Мергелян Сергій Микитович           | 19 травня 1928    | 19 серпня 2008    | математика                                    | 1956    |         |
| Мікаєлян Вардкес Алексанович        | 5 грудня 1924     | 1 квітня 2005     | історія                                       | 1996    |         |
| Мірзабекян Еміль Гайкович           | 2 грудня 1922     | 16 вересня 1980   | радіофізика                                   | 1974    |         |
| Мірзоян Людвік Васильович           | 1 травня 1923     | 20 липня 1999     | асторофізика                                  | 1996    |         |
| Мкртчян Альпік Рафаелович           | 16 лютого 1937    |                   | акустофізика                                  | 1996    |         |
| Мкртчян Левон Мкртичевич            | 2 березня 1933    | 22 серпня 2001    | літературознавство, література                | 1996    |         |
| Мкртчян Сергій Седракович           | 24 серпня 1911    | 26 серпня 1974    | геологія                                      | 1956    |         |
| Мнджояна Арменак Левонович          | 23 листопада 1904 | 20 лютого 1970    | фармацевтична хімія                           | 1953    |         |
| Мовсесян Меліст Егішевич            | 10 січня 1925     | 5 жовтня 2002     | фізика                                        | 1996    |         |
| Мовсесян Рафаел Акопович            | 10 січня 1925     | 5 жовтня 2002     | геодезія                                      | 1996    |         |
| Мовсесян Сергій Оганесович          | 20 грудня 1928    |                   | зоологія                                      | 1990    |         |
| Мурадян Рудольф Мурадович           | 19 червня 1936    |                   | теоретична фізика, космологія                 | 1996    |         |
| Н                                   |                   |                   |                                               |         |         |
| ПІБ                                 | дата народження   | дата смерті       | галузь                                        | обраний | портрет |
| Назаров Армен Георгійович           | 1 червня 1908     | 11 червня 1983    | будівельна механіка                           | 1960    |         |
| Назаров Лемік Унанович              | 1 вересня 1933    | 8 січня 1998      | медицина                                      | 1996    |         |
| Налбандян Арам Багратович           | 1 січня 1908      | 24 січня 1987     | хімічна фізика                                | 1963    |         |
| Налбандян Ваче Смбатович            | 25 лютого 1919    | 28 лютого 1998    | літературознавство                            | 1994    |         |
| Нерсисян Анрі Барсегович            | 27 лютого 1936    |                   | математика                                    | 1996    |         |
| Нерсисян Мкртич Гегамович           | 25 листопада 1909 | 28 січня 1999     | історія                                       | 1950    |         |
| О                                   |                   |                   |                                               |         |         |
| ПІБ                                 | дата народження   | дата смерті       | галузь                                        | обраний | портрет |
| Оганесян Абгар Рубенович            | 30 травня 1908    | 3 грудня 1991     | історія                                       | 1947    |         |
| Оганесян Ашот Гарегинович           | 17 червня 1887    | 30 червня 1972    | історія                                       | 1960    |         |
| Оганесян Левон Андреасович          | 26 лютого 1885    | 11 травня 1970    | медицина                                      | 1943    |         |
| Оганесян Спартак Сарібекович        | 9 червня 1925     |                   | молекулярна біологія                          | 1995    |         |
| Орбелі Левон Абгарович              | 7 липня 1882      | 9 грудня 1958     | фізіологія                                    | 1943    |         |
| Орбелі Овсеп Абгарович              | 8 березня 1887    | 2 лютого 1961     | сходознавство                                 | 1943    |         |
| Осіпян Лія Левонівна                | 15 січня 1930     |                   | ботаніка і фізіологія рослин                  | 1996    |         |
| П                                   |                   |                   |                                               |         |         |
| ПІБ                                 | дата народження   | дата смерті       | галузь                                        | обраний | портрет |
| Паффенгольц Костянтин Миколайович   | 17 березня 1893   | 24 вересня 1983   | геологія                                      | 1943    |         |
| Петросянц Андранік Мелконович       | 8 травня 1906     | 3 жовтня 2005     | атомна енергетика                             | 1982    |         |
| Піотровський Борис Борисович        | 1 лютого 1908     | 14 березня 1990   | історія, археологія                           | 1964    |         |
| Погосян Карен Суренович             | 21 листопада 1932 | 26 березня 2016   | виноградарство                                | 1996    |         |
| С                                   |                   |                   |                                               |         |         |
| ПІБ                                 | дата народження   | дата смерті       | галузь                                        | обраний | портрет |
| Саакян Гурген Серопович             | 10 вересня 1913   | 26 березня 2000   | фізика, астрофізика                           | 1982    |         |
| Саргсян Юрій Левонович              | 9 лютого 1941     |                   | машинознавство                                |         |         |
| Сарінян Сергій Нерсесович           | 17 листопада 1924 |                   | літературознавство                            | 1996    |         |
| Саркісян Володимир Саркисович       | 25 червня 1935    | 3 січня 2013      | механіка                                      | 1996    |         |
| Саркісян Гагік Хоренович            | 6 квітня 1926     | 25 серпня 1998    | сходознавство                                 | 1986    |         |
| Саркісян Фадей Тачатович            | 18 вересня 1923   | 10 січня 2010     | процеси управління                            | 1977    |         |
| Сарьян Мартірос Сергійович          | 29 лютого 1880    | 5 травня 1972     | мистецтвознавство                             | 1956    |         |
| Севак Гурген Григорович             | 15 квітня 1904    | 16 вересня 1981   | лінгвістика                                   | 1971    |         |
| Седракян Давид Мгерович             | 9 грудня 1938     |                   | теоретична фізика, астрофізика                | 1990    |         |
| Симонян Грачик Рубенович            | 9 грудня 1928     |                   | історія КПРС                                  | 1996    |         |
| Сісакян Норайр Мартіросович         | 25 січня 1907     | 12 березня 1966   | біохімія                                      | 1965    |         |
| Стамболцян Рафаел Паруйрович        | 22 липня 1922     | 9 липня 2012      | медицина                                      | 1994    |         |
| Суварян Юрій Михайлович             | 25 травня 1943    |                   | економіка                                     | 2010    |         |
| Т                                   |                   |                   |                                               |         |         |
| ПІБ                                 | дата народження   | дата смерті       | галузь                                        | обраний | портрет |
| Талалян Олександр Андранікович      | 17 вересня 1928   |                   | математика                                    | 1994    |         |
| Тамамшев Олександр Захарович        | 22 квітня 1877    | 19 лютого 1967    | зоотехніка                                    | 1943    |         |
| Тамразян Грант Смбатович            | 26 вересня 1926   | 9 лютого 2001     | літературознавство                            | 1996    |         |
| Тахтаджян Армен Левонович           | 10 червня 1910    | 13 листопада 2009 | ботаніка                                      | 1971    |         |
| Терзян Арутюн Арташесович           | 27 червня 1932    |                   | обчислювальна техніка та системи управління   | 1996    |         |
| Тер-Карапетян Мкртич Арташесович    | 22 жовтня 1910    | 4 березня 1982    | біохімія                                      | 1956    |         |
| Тер-Мікаєлян Мікаел Левонович       | 10 листопада 1923 | 30 січня 2004     | фізика, астрофізика                           | 1982    |         |
| Тер-Степанян Геворк Ісаєвич         | 16 квітня 1907    | грудень 2006      | інженерна геологія                            | 1996    |         |
| Тертерян Арсен Арутюнович           | 22 грудня 1882    | 6 жовтня 1953     | літературознавство                            | 1943    |         |
| Туманян Мікаел Галустович           | 16 лютого 1886    | 25 липня 1950     | генетика рослин і селекція                    | 1943    |         |
| Ф                                   |                   |                   |                                               |         |         |
| ПІБ                                 | дата народження   | дата смерті       | галузь                                        | обраний | портрет |
| Фанарджян Варфоломій Артемович      | 1 вересня 1898    | 3 квітня 1976     | рентгенологія                                 | 1956    |         |
| Фанарджян Віктор Варфоломійович     | 30 березня 1929   | 6 березня 2003    | фізіологія людини і тварин                    | 1982    |         |
| Х                                   |                   |                   |                                               |         |         |
| ПІБ                                 | дата народження   | дата смерті       | галузь                                        | обраний | портрет |
| Ханджян Григор Сепухович            | 29 листопада 1926 | 19 квітня 2000    | мистецтвознавство                             | 1990    |         |
| Хачатрян Арам Ілліч                 | 24 травня 1903    | 1 травня 1978     | мистецтвознавство                             | 1963    |         |
| Хачатрян Гурген Гайкович            | 1 березня 1947    |                   | інформатика та комп'ютерна наука              | 1996    |         |
| Хачикян Едуард Єремович             | 16 листопада 1928 |                   | астрофізика, астрономія                       | 1996    |         |
| Хачикян Левон Степанович            | 1 травня 1918     | 12 березня 1982   | історія стародавнього світу та середніх віків | 1971    |         |
| Хачіян Едуард Єфремович             | 17 серпня 1933    |                   | геологія                                      | 1996    |         |
| Ходжабекян Володимир Єгішевич       | 2 березня 1929    | 3 липня 2012      | економіка                                     | 1994    |         |
| Хуршудян Лендруш Аршакович          | 1 травня 1927     | 7 червня 1999     | історія                                       | 1996    |         |
| Ч                                   |                   |                   |                                               |         |         |
| ПІБ                                 | дата народження   | дата смерті       | галузь                                        | обраний | портрет |
| Чайлахян Мікаел Христофорович       | 21 березня 1902   | 30 листопада 1991 | фізіологія рослин                             | 1971    |         |
| Чілінгарян Юрій Сергійович          | 22 вересня 1938   |                   | радіофізика та електроніка                    | 1996    |         |
| Чубарян Едуард Варданович           | 5 травня 1936     |                   | фізика                                        | 1996    |         |
| Чухаджян Гарник Алексанович         | 28 лютого 1935    |                   | органічна хімія                               | 1996    |         |
| Ш                                   |                   |                   |                                               |         |         |
| ПІБ                                 | дата народження   | дата смерті       | галузь                                        | обраний | портрет |
| Шагінян Арташес Ліпарітович         | 19 грудня 1906    | 14 травня 1978    | математика                                    | 1947    |         |
| Шукурян Самвел Кімович              | 18 серпня 1950    |                   | інформатика та обчислювальна техніка          | 1996    |         |
| Шукурян Юрій Гайкович               | 5 листопада 1940  |                   | інформатика та обчислювальна техніка          | 1996    |         |